# 美利堅聯盟國海軍部長
邦聯海軍部長（英語：Confederate States Secretary of the Navy），又稱聯盟國海軍部長，是聯盟國海軍部的負責人。斯蒂芬·馬洛里在美利堅聯盟國時期擔任這一職務。

## 列表
| 1 | 斯蒂芬·馬洛里 | 斯蒂芬·馬洛里 （1812年–1873年） | 1861年3月4日 | 1865年5月20日 | 4年77天 |